# Lijst van afleveringen van Dragon Ball Z
Dit is een lijst van afleveringen van Dragon Ball Z. Dragon Ball Z is een Japanse animatieserie die voor het eerst werd uitgezonden in 1989 in Japan, op Fuji TV. In 1996 beleefde de serie ook in Amerika zijn primeur, en wel op Cartoon Network. In Nederland werd de reeks sinds 2000 uitgezonden door Cartoon Network, en later op Yorin t/m 2003. Hieronder is een lijst met afleveringen van de serie te vinden. De serie heeft in totaal 291 afleveringen. De Engelstalige versie die in Nederland is uitgezonden is bewerkt, en de eerste 67 afleveringen zijn ingekort tot 53 afleveringen, waardoor de serie 276 afleveringen telt. 

## Saiyan-saga
| Nr.    | Titel Aflevering JP (vertaling)                                                          | Afleveringtitel 2e EN dub | Afleveringtitel 1e EN dub                | Uitzenddatum JP   |
| ------ | ---------------------------------------------------------------------------------------- | ------------------------- | ---------------------------------------- | ----------------- |
| 01     | Mini-Gohan is een verwende jongen! Ik ben Gohan                                          | The New Threat            | The Arrival of Raditz                    | 29 april 1989     |
| 02 /01 | De sterkste krijger ooit is Goku's oudere broer                                          | Reunions                  | The Arrival of Raditz                    | 3 mei 1989        |
| 03 /02 | Oké! Dit is het werelds sterkste duo!                                                    | Unlikely Alliance         | The World's Strongest Team               | 10 mei 1989       |
| 04 /03 | Piccolo's troef! Gohan, de huilebalk                                                     | Piccolo's Plan            | Gohan's Hidden Powers                    | 17 mei 1989       |
| 05 /04 | Goku sterft! Nog maar één laatste kans                                                   | Gohan's Rage              | Goku's Unusual Journey                   | 24 mei 1989       |
| 06 /04 | Zelfs Enma is verbaasd — Het gevecht gaat door in het hiernamaals                        | No Time Like the Present  | Goku's Unusual Journey                   | 7 juni 1989       |
| 07 /05 | Overleven met dinosaurussen! Gohans harde training                                       | Day 1                     | Gohan's Metamorphosis                    | 14 juni 1989      |
| 08 /05 | Een grootse transformation op een nacht met een volle maan! Het geheim van Gohans kracht | Gohan Goes Bananas!       | Gohan's Metamorphosis                    | 21 juni 1989      |
| 09 /06 | Sorry, meneer Robot — De woestijn van verdwijnende tranen                                | The Strangest Robot       | Gohan Makes a Friend                     | 28 juni 1989      |
| 10 /06 | Niet huilen, Gohan! Zijn eerste gevecht                                                  | A New Friend              | Gohan Makes a Friend                     | 5 juli 1989       |
| 11 /07 | Saïyens, de sterkste krijgers in het heelal, ontwaak!                                    | Terror on Arlia           | Trouble on Arlia                         | 12 juli 1989      |
| 12 /08 | Dutje op de weg van de slang — Goku Takes a Tumble                                       | Global Training           | Home For Infinite Losers                 | 19 juli 1989      |
| 13 /08 | Poten af! Enmas geheime vrucht                                                           | Goz and Mez               | Home For Infinite Losers                 | 26 juli 1989      |
| 14 /09 | Zo verleidelijk! De gastvrijheid van de prinses der slangen                              | Princess Snake            | Princess Snake's Hospitality             | 2 augustus 1989   |
| 15 /10 | Ontsnappen van Piccolo! Gohan veroorzaakt een storm                                      | Dueling Piccolos          | Escape from Piccolo                      | 9 augustus 1989   |
| 16 /10 | Ren, Gohan! Verlangen naar het Paozu-gebergte waar Chichi wacht                          | Plight of the Children    | Escape from Piccolo                      | 16 augustus 1989  |
| 17 /11 | Stad zonder morgen! Het lange pad naar overwinning                                       | Pendulum Room Peril       | Showdown in the Past                     | 30 augustus 1989  |
| 18 /12 | Laatste stop op de weg van de slang! Ben jij Koning Kaio?                                | The End of Snake Way      | The End of Snake Way                     | 6 september 1989  |
| 19 /13 | De strijd met zwaartekracht! Vang Bubbles                                                | Defying Gravity           | A Fight Against Gravity... Catch Bubbles | 13 september 1989 |
| 20 /14 | De terugkeer van de legende van de Saïyens! Goku's roots                                 | Goku's Ancestors          | The Legend of the Saiyans                | 20 september 1989 |
| 21 /15 | Kom tevoorschijn, Shenlong! De Saïyens arriveren eindelijk op Aarde                      | Counting Down             | A Black Day for Planet Earth             | 27 september 1989 |
| 22 /16 | Ongelofelijk! Saibai-men, geboren uit de bodem                                           | The Darkest Day           | The Battle Begins... Goku Where Are You? | 11 oktober 1989   |
| 23 /17 | Yamcha sterft! De terreur van de Saibai-men                                              | Saibamen Attack!          | The Saibamen Strike                      | 18 oktober 1989   |
| 24 /18 | Vaarwel Ten-san! Chaozu's zelfmoordtaktiek                                               | The Power of Nappa        | Nappa... The Invincible?                 | 25 oktober 1989   |
| 25 /18 | Ten Shin Han roept uit!! Dit is mijn laatste Kikoho                                      | Sacrifice                 | Nappa... The Invincible?                 | 1 november 1989   |
| 26 /19 | Een intense vertraging van drie uur! Kinto-un in kogelvlucht                             | Nappa's Rampage           | Tien Goes All Out!!                      | 8 november 1989   |
| 27 /20 | Leave it to Me! Gohan's Great Burst of Anger                                             | Nimbus Speed              | Time's Up!                               | 22 november 1989  |
| 28 /21 | Ferocity of the Saiyans! Kami-sama and Piccolo Both Die                                  | Goku's Arrival            | The Return of Goku                       | 29 november 1989  |
| 29 /22 | Father is Awesome! Kaio-ken, the Ultimate Finishing Technique                            | Lesson Number One         | Goku Strikes Back                        | 6 december 1989   |
| 30 /23 | A Hot, Unbounded Battle! Goku vs. Vegeta                                                 | Goku vs. Vegeta           | Goku vs. Vegeta... A Saiyan Duel!        | 13 december 1989  |
| 31 /23 | Nu, Goku! Een laatste techniek met alles op het spel                                     | Saiyan Sized Secret       | Goku vs. Vegeta... A Saiyan Duel!        | 20 december 1989  |
| 32 /24 | Battle Power Times Ten!! Vegeta's Great Metamorphosis                                    | Spirit Bomb Away!         | Vegeta... Saiyan Style!                  | 17 januari 1990   |
| 33 /25 | Niet sterven, vader!! Dit is de diepte van Gohans kracht                                 | Hero in the Shadows       | Stop Vegeta Now!                         | 24 januari 1990   |
| 34 /25 | Schiet, Krilin! De Genki Dama, vol met hoop                                              | Krillin's Offensive       | Stop Vegeta Now!                         | 31 januari 1990   |
| 35 /26 | Veroorzaak een mirakel! Son Gohan, de Super Saïyen                                       | Mercy                     | The Battle Ends                          | 7 februari 1990   |

## Namek-saga
| Nr.    | Titel Aflevering JP (Engelse vertaling)                                         | Afleveringtitel 2e EN dub       | Afleveringtitel 1e EN dub                         | Uitzenddatum JP   |
| ------ | ------------------------------------------------------------------------------- | ------------------------------- | ------------------------------------------------- | ----------------- |
| 36 /27 | We're Off Into Space! The Star of Hope is Piccolo's Homeland                    | Picking Up the Pieces           | A New Goal... Namek                               | 14 februari 1990  |
| 37 /27 | Mysterious Yunzabit! The Search for Kami-sama's Spaceship                       | Plans for Departure             | A New Goal... Namek                               | 21 februari 1990  |
| 38 /28 | Blast-off for Planet Namek! The Terror Awaiting Gohan & Co                      | Nursing Wounds                  | Journey to Namek                                  | 28 februari 1990  |
| 39 /28 | Friends or Foes? Children of the Mysterious Giant Spaceship                     | Friends or Foes?                | Journey to Namek                                  | 7 maart 1990      |
| 40/ 29 | Honest to Goodness? There Lies Namek, Planet of Hope                            | Held Captive                    | Friends or Foes?                                  | 14 maart 1990     |
| 41 /29 | Kind-hearted Aliens — There's the 5-Star-Ball Already                           | Look Out Below                  | Friends or Foes?                                  | 21 maart 1990     |
| 42 /30 | Planet Freeza No. 79 — Vegeta Recovers!!                                        | The Search Continues            | Hunt for a Dragon Ball                            | 4 april 1990      |
| 43 /31 | The Dragon Balls are All Found! Piccolo-san Will Also Come Back to Life         | A Friendly Surprise             | Who's Who?!                                       | 11 april 1990     |
| 44 /32 | A Tough New Enemy! Freeza, Emperor of the Universe                              | Brood of Evil                   | Touchdown on Namek                                | 18 april 1990     |
| 45 /33 | Vegeta's Ambition! I am the Greatest Warrior in the Universe!!                  | Frieza Strikes!                 | Face-off on Namek                                 | 25 april 1990     |
| 46 /34 | Goku's Power Unleashed!! Six Days to the Far End of the Galaxy                  | Defying Orders                  | The Ruthless Frieza                               | 2 mei 1990        |
| 47 /35 | Surprise Attack!! The Elder's Target was the Scouters                           | Namek's Defence                 | The Nameks versus Frieza                          | 9 mei 1990        |
| 48 /36 | Gohan in Peril! A Pursuing Dodoria Summons Death                                | The Hunted                      | Escape from Dodoria                               | 16 mei 1990       |
| 49 /37 | Dodoria Dies by Explosion! Vegeta's Fearsome Shockwave                          | The Prince Fights Back          | Secrets Revealed                                  | 23 mei 1990       |
| 50 /38 | Escape From a Burning Planet!! A Life-or-Death Kamehame-Ha                      | Unexpected Problem              | A Collision Course                                | 30 mei 1990       |
| 51 /39 | Courage Times One Hundred! The Warriors Gathered Under Kaio                     | Vegeta Has a Ball               | Stay Away from Frieza                             | 6 juni 1990       |
| 52 /39 | Listen to Me, Goku! Hands Off Freeza                                            | The Past and Future             | Stay Away from Frieza                             | 20 juni 1990      |
| 53 /40 | Nothing but Goosebumps! The Handsome Warrior Zarbon's Devilish Transformation   | Zarbon's Surprise               | Zarbon Transformed                                | 27 juni 1990      |
| 54 /41 | Defend the Star of Hope!! Kuririn's Astonishing Power-Up                        | Guru's Gift                     | The Eldest Namek                                  | 4 juli 1990       |
| 55 /42 | Back from the Brink of Death — The Miracle Man, Vegeta                          | Piccolo vs. Everyone            | Get Vegeta                                        | 18 juli 1990      |
| 56 /43 | An Enormous Battle Power!! Freeza's Scheme is Shattered                         | Zarbon's Mission                | Vegeta Revived                                    | 1 augustus 1990   |
| 57 /44 | I'm Back to My Old Self Again!! Goku Under 100-Times Super-Gravity              | Gohan, the Hunted               | A Heavy Burden                                    | 8 augustus 1990   |
| 58 /45 | Freeza's Secret Weapon! The Devilish Ginyu Special Corps                        | Unknown Enemies                 | Immortality Denied                                | 22 augustus 1990  |
| 59 /46 | Watch Out, Bulma!! Si Xing Qui Falls into Freeza's Clutches                     | Destination: Guru               | Big Trouble for Bulma                             | 29 augustus 1990  |
| 60 /47 | Charge!! The Kaio-ken and Kamehame-Ha of an Indomitable Spirit                  | Bulma's Big Day                 | Scramble for the Dragon Balls                     | 5 september 1990  |
| 61 /48 | The Great Battle Approaches! The Ginyu Special Corps Now Takes the Stage!!      | Hidden Power                    | Arrival of the Ginyu Force                        | 12 september 1990 |
| 62 /49 | Goku on Final Approach! Smash Through Freeza's Dragnet                          | New Ally, New Problem           | Elite Fighters of the Universe... The Ginyu Force | 19 september 1990 |
| 63 /50 | Super-Magic or Just a Trick!? Mr. Ghurd is Angry!                               | Guldo's Mind Binds              | Time Tricks and Body Binds                        | 26 september 1990 |
| 64 /51 | The Savage ReaCoom!! He's Bad, He's Strong, He's Outrageous                     | Recoome Unleashed               | No Refuge From Recoome                            | 24 oktober 1990   |
| 65 /52 | Don't Die, Gohan! Goku Finally Touches Down on the Battlefield                  | Let the Battle Begin            | Enter Goku                                        | 31 oktober 1990   |
| 66 /53 | Uncommon Strength!! Son Goku, the Legendary Super Saiyan                        | Goku's New Power                | Goku... Super Saiyan?                             | 7 november 1990   |
| 67 /53 | Lightning Balls of Red and Blue! Jheese and Butta Attack Goku                   | A Legend Revealed               | Goku... Super Saiyan?                             | 14 november 1990  |
| 68 /54 | At Last, a Direct Confrontation!! Captain Ginyu Takes the Field                 | Ginyu Assault                   | Ginyu Assault                                     | 21 november 1990  |
| 69 /55 | Incredible Force!! Did You See Goku's Full Power?                               | Incredible Force                | Incredible Force                                  | 28 november 1990  |
| 70 /56 | What of the Battle's Outcome!? Freeza's Evil Hand Closes Around the Grand Elder | Frieza Approaches               | Frieza Approaches                                 | 5 december 1990   |
| 71 /57 | Surprise!! Goku is Ginyu and Ginyu is Goku                                      | Goku is Ginyu and Ginyu is Goku | Goku is Ginyu and Ginyu is Goku                   | 19 december 1990  |
| 72 /58 | Come Forth, Super Shen Long!! Grant Me My Wish                                  | Calling the Eternal Dragon      | Calling the Eternal Dragon                        | 19 december 1990  |
| 73 /59 | That Ain't Me! Gohan, Don't Lose Your Nerve, Hit Your Father!!                  | Gohan, Defeat Your Dad!!        | Gohan, Defeat Your Dad!!                          | 16 januari 1991   |
| 74 /60 | Whoops!! Ginyu Has Turned Into a Frog                                           | Captain Ginyu... The Frog       | Captain Ginyu... The Frog                         | 23 januari 1991   |

## Frieza-saga
| Nr.     | Titel Aflevering JP (Engelse vertaling)                                            | Titel Aflevering EN              | Uitzenddatum JP   |
| ------- | ---------------------------------------------------------------------------------- | -------------------------------- | ----------------- |
| 75/ 61  | Thou Who Hast Gathered the Seven Balls... Now Speak Forth the Password!            | Password is Porunga              | 30 januari 1991   |
| 76 /62  | Kami-sama Also Returns to Life! Piccolo is Resurrected by Super Shen Long          | Piccolo's Return                 | 6 februari 1991   |
| 77 /63  | Birth of the Mightiest Warrior!? Nail and Piccolo Merge                            | The Fusion                       | 13 februari 1991  |
| 78 /64  | A Nightmare Super-Transformation!! Freeze's Battle Power of One Million            | Fighting Power: One Million??    | 20 februari 1991  |
| 79 /65  | Is This the End!? A Brutally Transcendent Power Attacks Gohan                      | Gohan Attacks                    | 27 februari 1991  |
| 80 /65  | The Tide Suddenly Turned!! Piccolo, the Warrior Who Came Late                      | Piccolo the Super-Namek          | 6 maart 1991      |
| 81 /66  | Piccolo's Self-Confidence! I Will Be the One to Defeat Freeza                      | Déjà vu                          | 13 maart 1991     |
| 82 /67  | Attack, Goku!! An Enraged Freeza's Second Transformation                           | Frieza's Second Transformation   | 20 maart 1991     |
| 83 /68  | Fear Me!! Freeza Does Battle with a Third Transformation                           | Another Transformation?          | 27 maart 1991     |
| 84 /69  | The Death of Dende... Come Forth! Intense, Wide-Open Power                         | Dende's Demise                   | 3 april 1991      |
| 85 /70  | How I've Waited for this Moment!!! Son Goku Revived                                | The Renewed Goku                 | 10 april 1991     |
| 86 /71  | Such Regret...!! Vegeta, Pride of the Saiyans, Dies                                | The End of Vegeta                | 17 april 1991     |
| 87 /72  | The Curtain Rises over the Ultimate Battle!! I Am Going to Defeat You!             | The Ultimate Battle              | 24 april 1991     |
| 88 /73  | The Two Superpowers Collide! A Fistfight Where Both Turn Serious!!!                | Clash of the Super Powers        | 1 mei 1991        |
| 89 /74  | Freeza's Terrible Declaration! I Will Defeat You Without Using My Hands            | Frieza's Boast                   | 8 mei 1991        |
| 90 /75  | That Was No Idle Boast!! Son Goku, an Audacious, Wonderful Guy                     | Bold and Fearless                | 15 mei 1991       |
| 91 /76  | Showdown!! The Embodiment of Flame in a 20-Times Kaio-ken Kamehame-Ha              | Embodiment of Fire               | 22 mei 1991       |
| 92 /77  | A Super-Huge Genki Dama — I'm Playing My Last Card!!                               | Trump Card                       | 29 mei 1991       |
| 93 /78  | Keep the Chance Alive!! Piccolo's Suicide Support Strike                           | Keep the Chance Alive!!          | 5 juni 1991       |
| 94 /79  | The Incredible Destructive Force of the Genki Dama!! Who Will Survived!?           | Power of the Spirit              | 12 juni 1991      |
| 95 /80  | Transformed At Last!! Son Goku, the Legendary Super Saiyan                         | Transformed at Last              | 19 juni 1991      |
| 96 /81  | An Explosion of Anger!! Goku, Avenge Everyone's Deaths                             | Explosion of Anger               | 26 juni 1991      |
| 97 /82  | The Destruction of Planet Namek!? A Demonic Flash Pierces the Ground               | Namek's Destruction              | 3 juli 1991       |
| 98 /83  | I Will Be the One Who Wins... Risking Survival, a Desperate Attack                 | A Final Attack                   | 10 juli 1991      |
| 99 /84  | Shen Long, Run Yourself Through Space!! The Time of Namek's Destruction Draws Near | Approaching Destruction          | 17 juli 1991      |
| 100 /85 | I Am Son Goku's Son!! Gohan Returns to the Battlefield                             | Gohan Returns                    | 24 juli 1991      |
| 101 /86 | I'm Staying on This Planet!! A Final Wish Towards Victory                          | The Last Wish                    | 31 juli 1991      |
| 102 /87 | Let's Get It On!! Two Remain on a Vanishing Planet                                 | Duel on a Vanishing Planet       | 7 augustus 1991   |
| 103 /88 | Pathos of Freeza! Once He Starts Shaking, He's Unstoppable!!                       | Pathos of Frieza                 | 14 augustus 1991  |
| 104 /89 | Goku's Declaration of Victory!! As Freeza Destroys Himself...                      | Frieza Defeated!!                | 21 augustus 1991  |
| 105 /90 | Freeza Defeated!! A Single Blast Packed with a Totality of Rage                    | Mighty Blast of Rage             | 28 augustus 1991  |
| 106 /91 | Planet Namek's Great Explosion!! Goku Disappears into Space                        | Namek's Explosion... Goku's End? | 4 september 1991  |
| 107 /92 | Son Goku Survived — The Z Warriors All Resurrected!!                               | Goku's Alive!!                   | 11 september 1991 |

## Garlic Jr.-saga
| Nr.      | Titel Aflevering JP (Engelse vertaling)                                     | Titel Aflevering EN      | Uitzenddatum JP   |
| -------- | --------------------------------------------------------------------------- | ------------------------ | ----------------- |
| 108/ 93  | Terrible Happenings in Heaven!! Garlic Jr. to Become Kami!?                 | The Heavens Tremble      | 18 september 1991 |
| 109 /94  | Black Mist of Terror...!! Everyone Turns Demonic                            | Black Fog of Terror      | 25 september 1991 |
| 110 /95  | The Heavenly Realm is the Battlefield!! Piccolo Becomes Devilish Again...   | Battle on Kami's Lookout | 2 oktober 1991    |
| 111 /96  | Direct Confrontation with Piccolo!! An Angry Masenko in the Heavenly Realm  | Fight with Piccolo       | 9 oktober 1991    |
| 112 /97  | Retrieve Everyone's Minds!! The Ultra Holy Water Resting in the Temple      | Call for Restoration     | 16 oktober 1991   |
| 113 /98  | Can't Wait Until Morning!! Kami-sama Determines a Suicidal Course of Action | Suicidal Course          | 23 oktober 1991   |
| 114 /99  | A Battle of Extreme Measures!! Kami-sama Breaks the Covenant                | Extreme Measures         | 30 oktober 1991   |
| 115 /100 | The Ultra Holy Water Worked!! The World Awakens from Its Nightmare          | The World Awakens        | 6 november 1991   |
| 116 /101 | Gohan's Brief Chance for Victory!! Blast the Makyo World...                 | Brief Chance for Victory | 13 november 1991  |
| 117 /102 | You're My Guy... Kuririn — A 101st Proposal                                 | Krillin's Proposal       | 20 november 1991  |

## Android-saga
| Nr.      | Titel Aflevering JP (Engelse vertaling)                                             | Titel Aflevering EN       | Uitzenddatum JP  |
| -------- | ----------------------------------------------------------------------------------- | ------------------------- | ---------------- |
| 118 /103 | That There is Earth, Papa... The Counter-Attack of Freeza, Father and Son           | Frieza's Counterattack    | 27 november 1991 |
| 119 /104 | I Will Defeat Freeza... The Mysterious Youth Awaiting Goku                          | The Mysterious Youth      | 4 december 1991  |
| 120 /105 | Freeza Halved by a Single Stroke!! Another Super Saiyan                             | Another Super Saiyan?     | 11 december 1991 |
| 121 /106 | Heya!! It's Been a While... Son Goku Returns                                        | Welcome Back Goku         | 18 december 1991 |
| 122 /107 | My Dad is Vegeta... Admissions of the Mysterious Youth                              | Mystery Revealed          | 15 januari 1992  |
| 123 /108 | Goku's New Finishing Technique!? Watch My Instantaneous Movement                    | Goku's Special Technique  | 22 januari 1992  |
| 124 /109 | I Will Overcome Goku!! The King of the Saiyan Warrior Race                          | Z Warriors Prepare        | 29 januari 1992  |
| 125 /110 | License Mastery? Goku's Newest Trial                                                | Goku's Ordeal             | 5 februari 1992  |
| 126 /111 | Murderers Who Leave No Trace — Which Ones Are the Artificial Humans!?               | The Androids Appear       | 12 februari 1992 |
| 127 /112 | The Cold-Blooded No. 20's Hideous Atrocities!! Goku's Super Transformation of Anger | A Handy Trick             | 19 februari 1992 |
| 128 /113 | Goku's Double-Shock!! Caught Between Illness and Adversary                          | Double Trouble for Goku   | 26 februari 1992 |
| 129 /114 | The Might of Vegeta!! The Blood of a Super Saiyan Awakens                           | Upgrade to Super Saiyan   | 4 maart 1992     |
| 130 /115 | No. 20's Defiant Smile... The Secret of Doctor Gero                                 | The Secret of Dr. Gero    | 11 maart 1992    |
| 131 /116 | A Reality More Terrifying than the Future!? Trunks' Suspicions                      | More Androids?!           | 18 maart 1992    |
| 132 /117 | Give Chase!! The Search for Doctor Gero's Mysterious Laboratory                     | Follow Dr. Gero           | 25 maart 1992    |
| 133 /118 | And the Terror Becomes Reality... No. 17 and No. 18 Awaken!!                        | Nightmare Comes True      | 1 april 1992     |
| 134 /119 | Too Late to Do Anything!? The Ultimate Weapons to Kill Goku                         | Goku's Assassin           | 8 april 1992     |
| 135 /120 | Good Looks and Super Power!? No Blind Spot on No. 18                                | Deadly Beauty             | 13 april 1992    |
| 136 /121 | Nobody Is Able to Stop Them... Is This the End of the Z Warriors!?                  | No Match for the Androids | 22 april 1992    |
| 137 /122 | Piccolo's Resolution!! The Last Measure in His Reserve                              | Last Ditch Effort         | 29 april 1992    |
| 138 /123 | Walking Weapons of Mass Destruction!! The Artificial Humans Draw Near Goku          | Closing In                | 6 mei 1992       |
| 139 /124 | An Ominous Foreboding! Bulma Unveils a Mystery                                      | Unwelcome Discovery       | 13 mei 1992      |

## Cell-saga
| Nr.      | Titel Aflevering JP (Engelse vertaling)                                               | Titel Aflevering EN       | Uitzenddatum JP   |
| -------- | ------------------------------------------------------------------------------------- | ------------------------- | ----------------- |
| 140/ 125 | Discovery of an Evil Egg!! A Terrified Trunks                                         | Seized with Fear          | 20 mei 1992       |
| 141 /126 | To Face an Unprecedented Foe... Birth of a Super Namekian!!                           | The Reunion               | 27 mei 1992       |
| 142 /127 | Kamehame-Ha!? The Monster Who Possesses Goku's Ki                                     | Borrowed Powers           | 3 juni 1992       |
| 143 /128 | A Life Form of Evil and Destruction!! His Name Is Artificial Human Cell               | His Name is Cell          | 10 juni 1992      |
| 144 /129 | Piccolo's Grievous Mistake! Cell Turned Loose on the City!                            | Piccolo's Folly           | 17 juni 1992      |
| 145 /130 | The Secret of Cell's Birth! What Lies Below the Laboratory!?                          | Laboratory Basement       | 24 juni 1992      |
| 146 /131 | Goku Awakens to Battle! Go Beyond Super Saiyan!!                                      | Our Hero Awakes           | 1 juli 1992       |
| 147 /132 | Hasten Your Training, Saiyans! In the Room of Spirit and Time...                      | Time Chamber              | 8 juli 1992       |
| 148 /133 | The Gekiretsu Kodan That Split the Heavens!! Piccolo vs. Artificial Human No. 17      | The Monster is Coming     | 15 juli 1992      |
| 149 /134 | How I Have Waited for This Day!! Cell's Prologue to Perfection                        | He's Here                 | 22 juli 1992      |
| 150 /135 | The Suicide Counterattack Proves Ineffective! Piccolo's Flame Burns Out!!             | Up to Piccolo             | 29 juli 1992      |
| 151 /136 | One Final Remaining Hope... No. 16, the Wordless Warrior, Takes Action!!              | Silent Warrior            | 5 augustus 1992   |
| 152 /137 | No. 17 Swallowed... The Transforming Cell is a Super Gourmet                          | Say Goodbye, 17           | 12 augustus 1992  |
| 153 /138 | Tomorrow, I Am Going to Pulverize You!! Goku's Challenge                              | Sacrifice                 | 19 augustus 1992  |
| 154 /139 | I Will Dispose of Everything!! A Reborn Vegeta, Father and Son, Sally Forth           | Saiyans Emerge            | 26 augustus 1992  |
| 155 /140 | Suddenly Full-Throttle!! The Super Power of a Radiant Vegeta                          | Super Vegeta              | 2 september 1992  |
| 156 /141 | On Your Knees, Cell! I Am Super Vegeta!!                                              | Bow to the Prince         | 9 september 1992  |
| 157 /142 | Dangerous Pride!! A Challenge to Cell's Perfect Form                                  | Hour of Temptation        | 16 september 1992 |
| 158 /143 | I'm So Distraught!! Kururin's Handiwork in Destroying No. 18                          | Krillin's Decision        | 23 september 1992 |
| 159 /144 | A Shock to the Entire Universe!! Cell's Spectacular Evolution Toward His Perfect Form | The Last Defense          | 30 september 1992 |
| 160 /145 | Battle Power Infinity!! Birth of the God of Destruction Named Cell                    | Cell is Complete          | 14 oktober 1992   |
| 161 /146 | Super Vegeta in Peril!! An Absolutely Perfect Terror Closes In!!                      | Vegeta Must Pay           | 14 oktober 1992   |
| 162 /147 | Breaking Through the Boundaries of the Super Saiyan!! Trunks Summons a Storm          | Trunks Ascends            | 28 oktober 1992   |
| 163 /148 | Save Your Father!! Trunks' Fury, Which Scorches Even the Heavens                      | Saving Throw              | 4 november 1992   |
| 164 /149 | A Future of Despair!! Trunks, the Man Who Lived Through Hell                          | Ghosts from Tomorrow      | 11 november 1992  |
| 165 /150 | Super Trunks Has a Weakness!! Cell's Shocking Bombshell Declaration                   | The Cell Games            | 18 november 1992  |
| 166/ 151 | A Final Battle Closes In on Goku!! The Mystery of the New Tenkaichi Tournament        | What is the Tournament?   | 25 november 1992  |
| 167 /152 | 100% Ratings!! The Cell Games Call Forth Death with an Exclusive Live Broadcast       | The Doomsday Broadcast    | 2 december 1992   |
| 168 /153 | Goku and Gohan... The Hero Father and Son's Ultimate Level-Up                         | Meet Me in the Ring       | 9 december 1992   |
| 169 /154 | Goku's Composure!? Let's Rest and Wait for the Cell Games                             | No Worries Here           | 16 december 1992  |
| 170 /155 | The Relaxation of the Fighters... The Girl, the Lie and Gohan's Decision              | A Girl Named Lime         | 13 januari 1993   |
| 171 /156 | The Hidden Strength!! When Gohan Was a Baby                                           | Memories of Gohan         | 20 januari 1993   |
| 172 /157 | Find the Kami-sama!! Goku, the Great Instantaneous Teleportation                      | A New Guardian            | 27 januari 1993   |
| 173 /158 | Dende's First Job!! Reviving the Dragon Balls                                         | Dende's Dragon            | 3 februari 1993   |
| 174 /159 | Goku's Big Problem!? Get Back the Dragon Ball                                         | The Puzzle of General Tao | 10 februari 1993  |
| 175 /160 | The Challengers of Cell!! The Final Battle Begins                                     | The Games Begin           | 17 februari 1993  |
| 176 /161 | Hold On!! The Satan Corps' Great Riot                                                 | Losers Fight First        | 3 maart 1993      |
| 177 /162 | Fight Goku!! The Massive Tensioned Cell Game                                          | Goku vs. Cell             | 10 maart 1993     |
| 178 /163 | Direct Hit on Earth!! Cell's Massive Kamehameha                                       | Cell's Bag of Tricks      | 17 maart 1993     |
| 179 /164 | Lose or Die!? Goku's Secret Turnabout Plans                                           | No More Rules             | 31 maart 1993     |
| 180 /165 | The Death Match's Conclusion!! Goku's Surrender Declaration!?                         | The Fight is Over         | 7 april 1993      |
| 181 /166 | The Strongest Successor... His Name is Gohan                                          | Faith in a Boy            | 14 april 1993     |
| 182 /167 | Angry Gohan!! Awaken the Sleeping Power                                               | Gohan's Desperate Plea    | 21 april 1993     |
| 183 /168 | Tiny Menaces!! Cell Juniors Invasion                                                  | Android Explosion         | 28 april 1993     |
| 184 /169 | Number 16's Tragedy!! Enlivened Angry Super Gohan                                     | Cell Juniors Attack!      | 5 mei 1993        |
| 185 /170 | Devastating True Power!! Cell Juniors Demolished                                      | The Unleashing            | 12 mei 1993       |
| 186 /171 | Cell KO!! With Just Two Super-Iron Fists                                              | The Unstoppable Gohan     | 19 mei 1993       |
| 187 /172 | Cell's Disaster!! Perfect Form Crumbled                                               | Cell's Mighty Breakdown   | 26 mei 1993       |
| 188 /173 | Bye-Bye Everyone!! Goku's Final Instantaneous Teleportation                           | A Hero's Farewell         | 2 juni 1993       |
| 189 /174 | Daylight Nightmare!! Terrifying Reperfection                                          | Cell Returns!             | 16 juni 1993      |
| 190 /175 | From Goku to Gohan... Father's Soul Comes Down                                        | The Horror Won't End      | 23 juni 1993      |
| 191 /176 | The Battle Ends... Thanks, Son Goku                                                   | Save the World            | 30 juni 1993      |
| 192 /177 | I'm Training in That World!! Goodbye's Smiling Face                                   | Goku's Decision           | 7 juli 1993       |
| 193 /178 | New Days... Dad! Good Luck                                                            | One More Wish             | 14 juli 1993      |
| 194 /179 | One More Conclusion!! I'll Protect the Future                                         | Free the Future           | 21 juli 1993      |

## World Tournament-saga
| Nr.      | Titel Aflevering JP (Engelse vertaling)                                      | Titel Aflevering EN        | Uitzenddatum JP   |
| -------- | ---------------------------------------------------------------------------- | -------------------------- | ----------------- |
| 195/ 180 | A Deep Impression!! There They Are! The Next World's Awesome Dudes           | Warriors of the Dead       | 28 juli 1993      |
| 196 /181 | I'm the Best in the Next World!! Heroes of the Ages Assemble!                | Tournament Begins          | 11 augustus 1993  |
| 197 /182 | Grand Kai's World Gone Wild!! Goku Kicks Up a Whirlwind                      | Water Fight                | 18 augustus 1993  |
| 198 /183 | Final Round of Flame!! Goku or Paikuhan!?                                    | Final Round                | 25 augustus 1993  |
| 199 /184 | Don't Let Victory Get Away!! Finish with an Ultra-Fast Kamehame-Ha           | Goku vs. Pikkon            | 1 september 1993  |
| 200 /185 | Zeven jaar zijn voorbij gegaan! Vanaf vandaag zit ik op de middelbare school | Gohan Goes to High School  | 8 september 1993  |
| 201 /186 | De debut van de liefde en gerechtigheid-houdende Great Saiyaman              | I am Saiyaman              | 15 september 1993 |
| 202 /187 | Gohans verwarrende eerste date?!                                             | Gohan's First Date         | 29 september 1993 |
| 203 /188 | Snel, Gohan! Red Videl!!                                                     | Rescue Videl               | 20 oktober 1993   |
| 204 /189 | Een ontvoering!! Saiyaman is de dader?!                                      | Blackmail                  | 27 oktober 1993   |
| 205 /190 | Goku is tot leven gebracht?! Hij doet mee met het Tenkaichi Budokai!!        | I'll Fight Too!            | 3 november 1993   |
| 206 /191 | Zelfs Gohan is verrast! Gotens explosieve kracht                             | The Newest Super Saiyan    | 10 november 1993  |
| 207 /192 | Ah, ik vlieg!! Videl maakt kennis met Buku Jutsu (de luchtdans)              | Take Flight Videl          | 17 november 1993  |
| 208 /193 | Welkom terug, Goku! Het Z-team komt samen!!                                  | Gather For the Tournament  | 24 november 1993  |
| 209 /194 | Watch Out, Saiyaman! Beware of Sharpshooters!?                               | Camera Shy                 | 8 december 1993   |
| 210 /195 | No Small Matter!! Little Trunks                                              | The World Tournament       | 15 december 1993  |
| 211 /196 | It's My Turn!! Goten's Anxious First Fight                                   | Trunks vs. Goten           | 22 december 1993  |
| 212 /197 | Happiness Times a Million! The Junior Champion Is Decided!!                  | Best of The Boys           | 12 januari 1994   |
| 213 /198 | Now What, Satan!? The Greatest Pinch in History                              | Big Trouble, Little Trunks | 19 januari 1994   |
| 214 /199 | Event Match-ups Decided!! Let's Hurry and Hold the First Round               | Who Will Fight Who?        | 26 januari 1994   |
| 215 /200 | What's the Matter, Piccolo!? An Unheard-of No-Fight-Forfeit                  | Forfeit of Piccolo         | 2 februari 1994   |
| 216 /201 | Undyingly Unpleasant!? The Mystery of Spopovich                              | A Dark and Secret Power    | 9 februari 1994   |
| 217 /202 | A Tragic Videl!! Are You Coming Out, Angry Super Gohan?                      | Videl is Crushed           | 16 februari 1994  |
| 218 /203 | Exposed!! The Saiyaman is Son Gohan!                                         | Identities Revealed        | 23 februari 1994  |
| 219 /204 | A Slithering Conspiracy!! Gohan's Power is Stolen                            | Energy Drain               | 2 maart 1994      |

## Majin Buu-saga
| Nr.      | Titel Aflevering JP (Engelse vertaling)                                                 | Titel Aflevering EN       | Uitzenddatum JP   |
| -------- | --------------------------------------------------------------------------------------- | ------------------------- | ----------------- |
| 220/ 205 | Eindelijk toont hij zichzelf!! De kwaadaardige tovenaar Babidi                          | The Wizard's Curse        | 9 maart 1994      |
| 221 /206 | De val in afwachting!! Een uitdaging van de demonenwereld                               | King of the Demons        | 16 maart 1994     |
| 222 /207 | Hou me niet voor de zot!! Vegetas begint met een aanval vol woede                       | Vegeta Attacks            | 23 maart 1994     |
| 223 /208 | Goku's volledige kracht!! Blaas Yakon weg                                               | Next Up, Goku             | 13 april 1994     |
| 224 /209 | Een grote misrekening!! Satan tegen drie superkrijgers?!                                | Battle Supreme            | 20 april 1994     |
| 225 /210 | Zulke sterke jochies!! Een close fight voor C-18?!                                      | Eighteen Unmasks          | 27 april 1994     |
| 226 /211 | Confrontatie met de koning van de onderwereld! Het is jouw beurt, Gohan!!               | Pay to Win                | 4 mei 1994        |
| 227 /212 | De vondst van een kwaadaardig hart!! Het goede idee van Dabra                           | Heart of a Villain        | 18 mei 1994       |
| 228 /213 | De wedergeboorte van de prins der vernietiging, Vegeta!! Binnendringing op het toernooi | The Dark Prince Returns   | 25 mei 1994       |
| 229 /214 | Strijd der lot!! Gevecht — Son Goku tegen Vegeta                                        | Vegeta's Pride            | 15 juni 1994      |
| 230 /215 | Wacht maar, Babidi!! We laten jou je gang niet gaan                                     | The Long Awaited Fight    | 22 juni 1994      |
| 231 /216 | De zegels is verbroken! De kwaadaardige Majin Boo komt tevoorschijn!!                   | Magic Ball of Buu         | 29 juni 1994      |
| 232 /217 | Ik laat je niet heropwaken!! Een Kame Hame Ha van verzet                                | Buu is Hatched!           | 6 juli 1994       |
| 233 /218 | Rechtstreekse wanhoop?! Kaioshin lijdt                                                  | The Losses Begin          | 13 juli 1994      |
| 234 /219 | De angstaanjagende Majin!! Gohan nadert de angst der dood                               | The Terror of Majin Buu   | 27 juli 1994      |
| 235 /220 | Ik eet jou!! De supernatuurlijke kracht van een hongerige Majin                         | Meal Time                 | 3 augustus 1994   |
| 236 /221 | Het besluit van een krijger!! Ik zal een einde maken aan de Majin                       | The Warrior's Decision    | 17 augustus 1994  |
| 237 /222 | Voor zijn geliefden... Vegeta gaat ten onder!!                                          | Final Atonement           | 24 augustus 1994  |
| 238 /223 | De doorlopende nachtmerrie! Majin Boo leeft nog                                         | Evil Lives On             | 31 augustus 1994  |
| 239 /224 | De strijd van Videl en de anderen! Zoek de Dragon Balls                                 | Find the Dragon Balls     | 7 september 1994  |
| 240 /225 | A Big Hope!! The Kids' New Ultimate Attack                                              | Revival                   | 21 september 1994 |
| 241 /226 | The Whole World's Ordered to Find Them                                                  | Global Announcement       | 28 september 1994 |
| 242 /227 | Gohan's Resurrection!! Is That the Supreme Kai's Secret Weapon!?                        | Learn to Fuse             | 12 oktober 1994   |
| 243 /228 | I Pulled It Out!! The Legendary Z Sword                                                 | The Z Sword               | 19 oktober 1994   |
| 244 /229 | He's After the Western Capitol! Stop Majin Buu!!                                        | Race To Capsule Corp      | 2 november 1994   |
| 245 /230 | An Astounding Great Transformation!! Super Saiyan Three                                 | Super Saiyan 3?!          | 9 november 1994   |
| 246 /231 | Bye Bye Babidi!! Majin Buu Rebels                                                       | Buu's Mutiny              | 16 november 1994  |
| 247 /232 | Incredible Ugly!? The Special Transformation Training                                   | The Fusion Dance          | 23 november 1994  |
| 248 /233 | Bye Bye Everyone!! Goku Goes Back to the After Life                                     | Goku's Time is Up         | 30 november 1994  |
| 249 /234 | Where's Gohan!? The Harsh Training on the Supreme Kai's Planet                          | Return to Other World     | 7 december 1994   |
| 250 /235 | This Can't Be True!? The Z Sword Gets Broken...                                         | Out From the Broken Sword | 14 december 1994  |
| 251 /236 | The Birth of Super Fusion!! The Name is Gotenks                                         | Gotenks is Born           | 21 december 1994  |
| 252 /237 | The Last Weapon Mobilized!? Satan Will Save the Earth                                   | Unlikely Friendship       | 11 januari 1995   |
| 253 /238 | I've Given Up Killing!! Majin Buu's Boy Scout Pledge                                    | I Kill No More            | 25 januari 1995   |

## Fusion-saga
| Nr.      | Titel Aflevering JP (Engelse vertaling)                             | Titel Aflevering EN            | Uitzenddatum JP   |
| -------- | ------------------------------------------------------------------- | ------------------------------ | ----------------- |
| 254/ 239 | Run Away Satan!! The Appearance of the Evil Majin Buu               | The Evil of Men                | 1 februari 1995   |
| 255 /240 | Who Will Win!? A Battle Between Good and Evil Buus                  | Buu Against Buu                | 8 februari 1995   |
| 256 /241 | The Impatient Destruction!! The Extinction of Humanity              | Empty Planet                   | 15 februari 1995  |
| 257 /242 | The Training Was a Success!! You're Finished Now Majin Buu          | Time Struggle                  | 22 februari 1995  |
| 258 /243 | I'm Really Going to Fight This Time!! Super Gotenks Goes All Out    | Super Moves of Gotenks         | 1 maart 1995      |
| 259 /244 | I've Done It!! Buu Successfully Eliminated with Ghosts!?            | Trapped in Forever             | 8 maart 1995      |
| 260 /245 | Escape from Another Dimension!! Super Gotenks 3                     | Feeding Frenzy                 | 15 maart 1995     |
| 261 /246 | Have We Gone Too Far!? Buu Buu Volleyball                           | Gotenks is Awesome             | 22 maart 1995     |
| 262 /247 | Truly Great!! A Reborn Gohan Returns to Earth                       | Unlucky Break                  | 26 april 1995     |
| 263 /248 | Buu Overwhelmed!! Gohan's Miracle Power                             | A Whole New Gohan              | 3 mei 1995        |
| 264 /249 | Has He Done It?! Majin Buu's Great Explosion                        | Search for Survivors           | 17 mei 1995       |
| 265 /250 | Buu's Worst Foul! Gotenks is Absorbed!?                             | Majin Buu Transforms           | 24 mei 1995       |
| 266 /251 | For the Sake of the Entire Universe... Return to Life, Son Goku     | The Old Kai's Weapon           | 31 mei 1995       |
| 267 /252 | One More Miracle... The Super Fusion with Gohan                     | Ready to Fuse?                 | 7 juni 1995       |
| 268 /253 | Merged!! Vegeta's Pride and Goku's Rage                             | Union of Rivals                | 28 juni 1995      |
| 269 /254 | Magnificent Power!! Vegetto Surpasses the Ultimate                  | Meet Vegito                    | 5 juli 1995       |
| 270 /255 | A Fissure Between Dimensions!! Is Buu Out of Control!?              | Rip in the Universe            | 12 juli 1995      |
| 271 /256 | Buu's Trump Card!! Become Candy                                     | Vegito...Downsized             | 19 juli 1995      |
| 272 /257 | A Hero Lost!? Vegito is Absorbed                                    | The Incredible Fighting Candy  | 26 juli 1995      |
| 273 /258 | A Demonic Maze!! What is There Inside Buu's Belly!?                 | The Innards of Buu             | 2 augustus 1995   |
| 274 /259 | Nightmares or Illusions!? Goku and Gohan's Father-Son Confrontation | Mind Trap                      | 9 augustus 1995   |
| 275 /260 | A Majin's Secret!! 2 More Buus Inside of Buu                        | Deadly Vision                  | 16 augustus 1995  |
| 276 /261 | Where's the Exit!? Escape from a Collapsing Buu                     | Evil Kid Buu                   | 23 augustus 1995  |
| 277 /262 | Earth Disappears!! Buu's Reverse-Transformation of Evil             | End of Earth                   | 6 september 1995  |
| 278 /263 | Buu's Assault!! A Conclusion in the Supreme Kai's Realm             | True Saiyans Fight Alone       | 13 september 1995 |
| 279 /264 | Seize the Future!! A Decisive Battle with the Universe at Stake     | Battle for the Universe Begins | 20 september 1995 |
| 280 /265 | Vegeta Takes Off His Hat!! Goku, You Are Number 1                   | Vegeta's Respect               | 18 oktober 1995   |
| 281 /266 | Pull Through, Vegeta!! One Life-Threatening Minute                  | Minute of Desperation          | 1 november 1995   |
| 282 /267 | Don't You Pick on Satan!! The original Buu is Revived               | Old Buu Emerges                | 8 november 1995   |
| 283 /268 | Vegeta's Secret Plan!! Porunga and the Two Wishes                   | Earth Reborn                   | 15 november 1995  |
| 284 /269 | A Last Hope!! We'll Make a Huge Spirit Bomb                         | Call To Action                 | 22 november 1995  |
| 285 /270 | Ultra Impressive!! The Spirit Bomb from Everyone is Finished        | People of Earth Unite          | 29 november 1995  |
| 286 /271 | Son Goku is Strongest After All!! Majin Buu is Eliminated           | Spirit Bomb Triumphant         | 13 december 1995  |
| 287 /272 | Peace Returns!! Majin Buu, Champion of Justice!?                    | Celebrations With Majin Buu    | 20 december 1995  |
| 288 /273 | You're Late, Goku! Everyone Party!!                                 | He's Always Late               | 10 januari 1996   |
| 289 /274 | Grandpa Goku! I'm Pan!!                                             | Granddaughter Pan              | 17 januari 1996   |
| 290 /275 | I'm Uub! Now 10 Years Old, the Former Majin!?                       | Buu's Reincarnation            | 24 januari 1996   |
| 291 /276 | Even Stronger!! Goku's Dream is Super-Huge                          | Goku's Next Journey            | 25 januari 1996   |